# Langhorn
Langhorn (dansk), Langenhorn (tysk) eller e Hoorne (nordfrisisk) er en landsby og kommune beliggende  20 kilometer sydøst for Nibøl i det nordvestlige Sydslesvig. Kommunen omfatter Øster og Vester Langhorn, Efkebøl (Efkebüll, nordfrisisk Äfkebel), Langhornhede, Lohede (Loheide) og Munkebøl (på dansk findes også Mønkebøl, på tysk Mönkebüll). Administrativt hører Langhorn under Nordfrislands kreds i den nordtyske delstat Slesvig-Holsten. Kommunen samarbejder på administrativt plan med andre kommuner i omegnen i Midterste Nordfrisland kommunefælleskab (Amt Mittleres Nordfriesland). Landsbyen er sogneby i Langhorn Sogn. Sognet lå i Nørre Gøs Herred (Bredsted Amt, Sønderjylland), da området tilhørte Danmark.

## Historie
Langhorn er første gang nævnt 1352. Stednavneleddet horn henviser som terrænbetegnelse til oldnordisk hjørne. Efkebøl blev første gang nævnt 1306 som Wfkæbøl. Navnet refererer til et personnavn. Munkebøl er første gang nævnt 1377 (Dipl. Flenb.). Navnet forklares med tilhørsforhold til Guldholm Kloster og senere til Ryd Kloster.
Byens kirke er fra 1240. Den er opkaldt efter Skt. Laurentius.

## Kendte
Den nordfrisisk-nederlandske handelsmand og godsejer Seneca Ingwersen stammede fra byen